# سالیسیل‌آلدهید
سالیسیل‌آلدهید (به انگلیسی: Salicylaldehyde) با فرمول شیمیایی C۷H۶O۲ یک ترکیب شیمیایی است. که جرم مولی آن ۱۲۲٫۱۲ گرم بر مول می‌باشد. 